# Kraftwerk Selsfors
Das Kraftwerk Selsfors ist ein Wasserkraftwerk in der Gemeinde Skellefteå, Provinz Västerbottens län, Schweden, das den Skellefte älv zu einem Stausee aufstaut. Es ging 1944 in Betrieb. Das Kraftwerk ist im Besitz von Skellefteå Kraft und wird auch von Skellefteå Kraft betrieben.

## Absperrbauwerk
Das Absperrbauwerk besteht aus einer Wehranlage mit drei Wehrfeldern auf der rechten Flussseite, dem Maschinenhaus mit der ersten installierten Maschine in der Flussmitte und einem Staudamm mit einer Höhe von 21 m auf der linken Flussseite. Das nachträglich errichtete Maschinenhaus mit der zweiten Maschine liegt unterhalb des Staudamms.
Das minimale Stauziel liegt bei 73,6 m, das maximale bei 74,7 m über dem Meeresspiegel. Das Bemessungshochwasser liegt bei 703 m³/s; die Wahrscheinlichkeit für das Auftreten dieses Ereignisses wurde mit einmal in 100 Jahren bestimmt.

## Kraftwerk
Mit dem Bau des Kraftwerks wurde 1941 begonnen. Es ging 1944 mit einer Kaplan-Turbine in Betrieb; 1975 wurde eine zweite Turbine installiert. Es verfügt mit den beiden Kaplan-Turbinen über eine installierte Leistung von 58 (bzw. 59 61 oder 62) MW. Die durchschnittliche Jahreserzeugung liegt bei 259 (bzw. 260 oder 265) Mio. kWh.
Die Fallhöhe beträgt 22 (bzw. 22,2 oder 23) m. Der maximale Durchfluss liegt bei 300 (bzw. 340) m³/s; Skellefteå Kraft möchte den Durchfluss von 340 auf 370 m³/s erhöhen.
Eine der beiden Kaplan-Turbinen (Bezeichnung G1) leistet bei einem Durchfluss von 70 bis 80 m³/s ca. 15 MW. Die Fallhöhe beträgt 21,4 m. Die Nenndrehzahl von G1 liegt bei 136 Umdrehungen pro Minute. Bei einem Durchfluss von 123 m³/s leistet G1 23,85 MW. Das Laufrad von G1 verfügt über 7 Schaufeln.